# Марагос, Сэмюэл
Сэ́мюэл Ко́нстантин «Сэм» Мараго́с (англ. Samuel Constantine «Sam» Maragos; 19 августа 1922, Су-Сити, Айова — 23 августа 2005, Чикаго, Иллинойс) — американский адвокат и политик-демократ, член Генеральной ассамблеи Иллинойса (1969—1980). Являлся членом Адвокатских палат штатов Иллинойс и Индиана. Ветеран Второй мировой войны.
Будучи активным деятелем греческой общины США и диаспоры в целом, являлся членом Американо-греческого прогрессивного просветительского союза (AHEPA) и Ордена святого апостола Андрея (архонт нотариос Вселенского Патриархата), а также президентом Панаркадской федерации Америки (1984—1986), членом-учредителем Греческой адвокатской палаты США (HBA) и членом исполнительного комитета Объединённого греко-американского конгресса (UHAC).

## Биография
Родился 19 августа 1922 года в Су-Сити, штат Айова в семье греческих иммигрантов. В годы Великой депрессии семья Марагоса перебралась в Чикаго (Иллинойс), где он получил образование в начальной школе Фила Шеридана и средней школе Боуэна.
Окончил Чикагский университет со степенью бакалавра гуманитарных наук (Bachelor of Arts; 1943).
В 1943—1946 годах служил в Армии США, вышел в отставку в звании второго лейтенанта.
В 1948 году окончило юридическую школу имени Джона Маршалла со степенью доктора права. Работал в юридической фирме FAGEL & HABER.
В 1961—1967 годах — эксперт-арбитр Департамента налогов и сборов Иллинойса.
В 1969 году Марагос был приведен к присяге в Палате представителей штата Иллинойс, где он служил до своего назначения в Сенат штата Иллинойс 1 ноября 1976 года. Марагос ушел из Сената Иллинойса 3 декабря 1980 года. Его сменил Гленн Доусон.
В 1992—1995 годах — судья округа Кук.
С 1978 года — член попечительского совета Юридической школы имени Джона Маршалла.
Вместе со своим сыном Дином занимался юридической практикой, владея фирмой Maragos & Maragos. Специализировался на муниципальном и коммерческом праве, завещаниях, налогах, доверительной собственности.
Когда в 1988 году губернатор Массачусетса Майкл Дукакис баллотировался на пост президента США, Марагос был одним из его самых активных сторонников в Иллинойсе.
Умер 23 августа 2005 года от застойной сердечной недостаточности.

## Личная жизнь
В браке с Клео Маврик имел четырёх детей.
Являлся активным прихожанином греческой православной церкви.